# Freie Arbeiter-Union
Pour les articles homonymes, voir FAU.
La Freie Arbeiter-Union  ou FAU (en français « Union Libre des Travailleurs »), de son nom complet Freie Arbeiterinnen- und Arbeiter-Union, est une organisation anarcho-syndicaliste allemande fondée en 1977.
La FAU se réclame de la tradition de la FAUD (Freie Arbeiter-Union Deutschlands, « Union Libre des Travailleurs d'Allemagne »), puissante organisation anarcho-syndicaliste allemande de l'entre-deux-guerres qui fut dissoute par les nazis en 1933.

## Histoire
La FAU est créée en Allemagne de l’Ouest en 1977 sous le nom d’I-FAU (pour Initiative Freie Arbeiter Union). Elle est alors le fruit de la rencontre entre des jeunes issus des révoltes étudiantes de 1968 et des mouvements sociaux des années 1970 et des militants de la CNT espagnole en exil.
En 1980, soit juste trois ans après sa fondation, l’I-FAU connaît une scission. Certains groupes la quittent pour créer l’éphémère FAU-R (FAU-Rätekommunisten, en français FAU- Communistes de Conseil).
À la suite d’un congrès national l’organisation décide en 1983 d’enlever le « I » de son nom pour ne se nommer plus que « FAU ».
En 1990 est créée une FAU en ex-RDA. Cette FAU de l’Est s’unira à la FAU de l’Ouest en août 1991.
Début janvier 2010, le tribunal de première instance de Berlin a interdit à la « Freie ArbeiterInnen-Union » (FAU) de Berlin de se désigner comme « syndicat » ou « syndicat de base ». La FAU est interdite après un procès intenté par des sociaux-démocrates (gauche) qui gèrent un cinéma où les conditions de travail étaient condamnables. C'est une première depuis le régime nazi. Le 10 juin 2010, le Kammergericht a annulé l'injonction.

## Activités

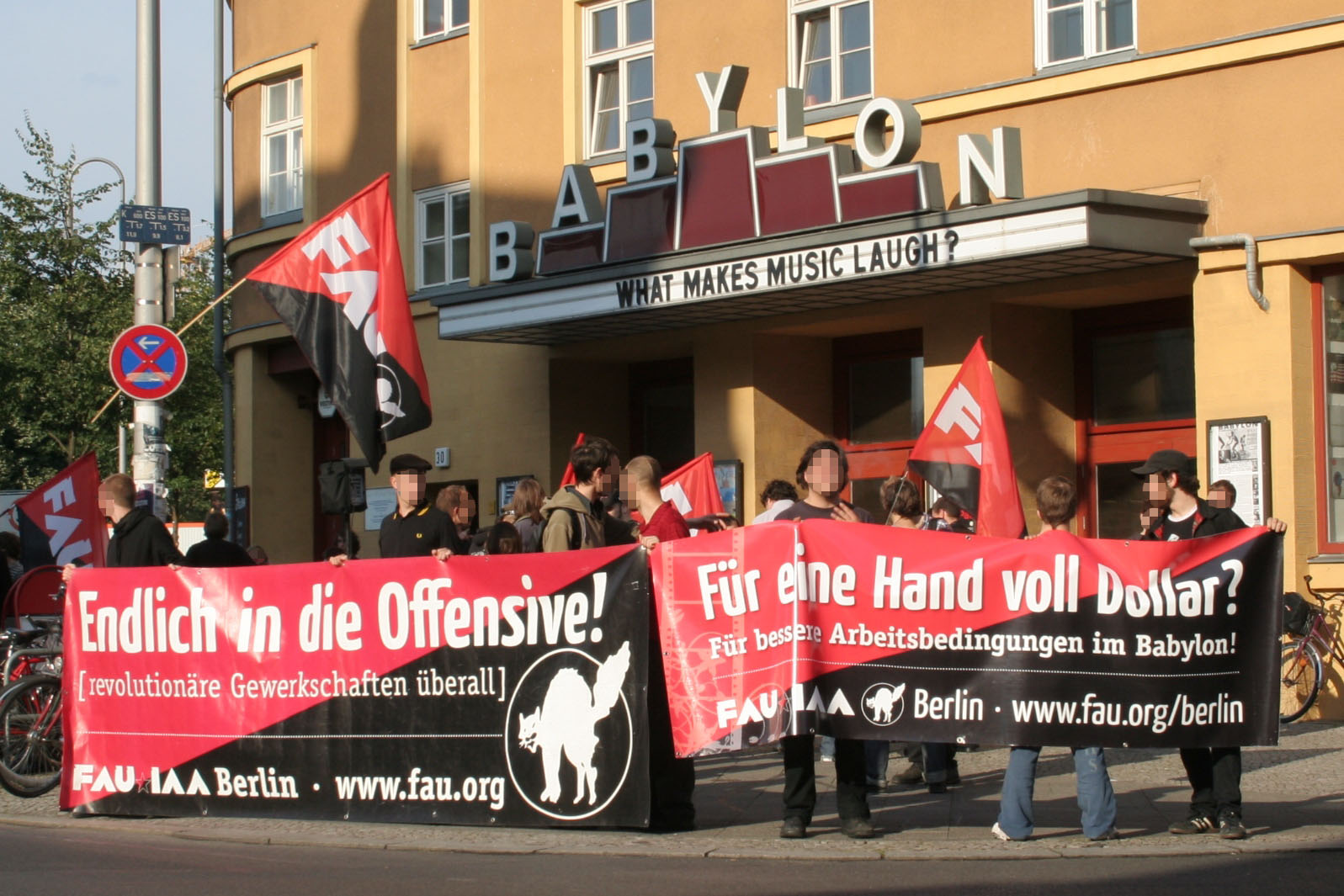
Drapeaux de la FAU en 2010.

La FAU est particulièrement active dans les domaines de l’antifascisme radical et de l’anti-racisme. Elle s’engage aussi beaucoup dans les luttes de soutien aux sans-papiers.
Elle édite aussi un journal bimensuel : Direkte Aktion (de) (Action Directe). Ce journal est depuis 2005 accessible par Internet au format PDF.

## International
Au niveau international la FAU était membre  de l’AIT (Association internationale des Travailleurs) qu'elle avait contribué à fonder en 1922, avant de recréer, avec d'autres organisations similaires, la Confédération International du Travail (CIT / ICL).
Cette adhésion ne l’empêche pas de maintenir le contact avec des organisations ayant quitté ou ayant été exclues de l’AIT comme la SAC suédoise ou la CNT française.